# 南北戦争物語 愛と自由への大地
『南北戦争物語 愛と自由への大地』（原題：North and South）は、1985年に放映されたアメリカ合衆国のテレビドラマ（ミニシリーズ）である。日本では1989年から1990年1月4日にかけて、NHK衛星第2テレビジョン（BS2）で放映された。

## 概要
歴史小説の他、『第二銀河系』シリーズ等のSF小説、『戦士ブラク』シリーズ等のファンタジー小説でも知られるジョン・ジェイクスが、1982年に発表した南北戦争を題材にした歴史小説“North and South”三部作の大作テレビドラマ化。

## スタッフ
- 原作：ジョン・ジェイクス
- 監督：リチャード・T・ヘフロン、ケヴィン・コナー、ラリー・ピアース
- 脚本：スザンヌ・クローザー、ポール・F・エドワーズ、リチャード・フィールダー、パトリシア・グリーン、ダグラス・ヘイズ、キャスリーン・A・シェリー
- プロデューサー：ステファニー・オースティン、ポール・フリーマン、ハル・ギャリ、ロブ・ハーランド、チャック・マクレイン、ロバート・パパズィアン、デイヴィッド・L・ウォルパー、マーク・ウォルパー
- 音楽：ビル・コンティ
- 撮影：ドン・E・フォーントルロイ、スティーヴァン・ラーナー、ジャック・R・マークエット

## キャスト
- オリー・メイン：パトリック・スウェイジ、声：磯部勉
- ジョージ・ハザード：ジェイムズ・リード、声：松橋登
- ティレット・メイン：ミッチ・ライアン、声：中村正
- クラリッサ・メイン：ジーン・シモンズ、声：谷育子
- マデリーン・ファブレイ：レスリー＝アン・ダウン、声：田島令子
- ジャスティン・ラモット：デイヴィッド・キャラダイン、声：谷口節
- エルカナー・ベント：フィリップ・カスノフ、声：富山敬
- パトリック・フリン：ロバート・ミッチャム、声：小林清志
- チャールズ・エドワーズ上院議員：ジーン・ケリー、声：大木民夫
- アシュトン・メイン：テリ・ガーバー、声：勝生真沙子
- ブレット・メイン：ジーニ・フランシス、声：佐々木優子
- コンスタンス・フリン・ハザード：ウェンディー・キルボーン、声：麻上洋子
- プライアム：デイヴィッド・ハリス、声：千葉繁
- セミラミス：エリカ・ギンペル、声：林裕美子
- セイラム・ジョーンズ：トニー・フランク、声：島香裕
- ヴァージリア・ハザード
- チャールズ・メイン：ルイス・スミス、声：池田秀一
- イザベル・ハザード：ウェンディ・フルトン、声：幸田直子
- ビリー・ハザード：ジョン・ストックウェル、声：関俊彦
- フレデリック・ダグラス：ロバート・ギローム、声：池田勝
- モード・ハザード：インガ・スウェンソン、声：沢田敏子
- サム・グリーン議員：デヴィッド・オグデン・スティアーズ、声：麦人
- スミス・ドーキンズ：タック・ミリガン、声：林一夫
- コンティ夫人：エリザベス・テイラー、声：寺島信子
- グレイディ：ジョーグ・スタンフォード・ブラウン、声：田中信夫
- フォーブス・ラモット：ウィリアム・オストランダー、声：小島敏彦
- スタンリー・ハザード：ジョナサン・フレイクス、声：牛山茂
- ジョン・ブラウン：ジョニー・キャッシュ、声：兼本新吾
- ジェイムズ・ハントゥーン：ジム・メッツラー、声：石丸博也
- プレストン・スミス：デイヴィッド・ウィーバー、声：江角英明
- エイブラハム・リンカーン大統領：ハル・ホルブルック、声：伊藤惣一
- アンダーソン少佐：ジェームズ・レブホーン、声：二瓶秀雄
- カフィー：フォレスト・ウィテカー、声：山下啓介
- グラント将軍：マーク・モーゼス、声：小林勝彦
- ナレーター：大塚明夫

## 音楽
映画『ロッキー』シリーズを担当したビル・コンティが作曲・指揮を担当した。テーマ曲は、同じ南北戦争を扱った映画『風と共に去りぬ』の「タラのテーマ」に似た壮大でドラマティックなオーケストラ曲である。これは、日本のテレビのバラエティ番組や再現ドラマ、ニュース番組等で、感動的なシーンのBGMとして多用されている。
レコード及びCDは、まず1986年にアメリカのヴァレーズ・サラバンド・レコーズより新録音の交響組曲ヴァージョン（映画『ライトスタッフ』の交響組曲ヴァージョンとカップリング収録）のLPレコード（品番：704.310）及びCD（品番：VCD 47250）が発売された。1989年に、ドイツのコロセウム・レコーズより同一内容（ただしジャケット・ブックレット表紙は別写真）のLPレコード（品番：CST 8041）とCD（品番：CST 34.8041）が発売され、更に1990年9月21日、大阪のサウンドトラック・リスナーズ・コミュニケーションズ（SLC）より同一内容（ただしブックレット表紙は別イラスト）の日本盤CD（品番：SLCS-7011）が発売された。オリジナル・サウンドトラック（実際にBGMとして使われた演奏）ではないので、SLC盤には「オリジナル・サウンドトラック・スコア」と表記された。またSLC盤の邦題表記は「南軍と北軍」になっている。
長らくオリジナル・サウンドトラック盤が発売されなかった本作であるが、上記の交響組曲ヴァージョンと同じヴァレーズ・サラバンドより、2008年3月3日にCD4枚組、2,500セットの限定盤として、オリジナル・サウンドトラック盤CDが発売された。各レコード・CDの詳細は、下記「外部リンク」を参照。